# François Menno Knoote
François Menno Knoote (L'Aia, 15 febbraio 1879 – L'Aia, 23 giugno 1947) è stato un calciatore olandese, di ruolo portiere o centrocampista.

## Biografia
Nato da famiglia nobile, si dedicò sin dalla giovane età al calcio ed al canto.
In patria giocò nel Victoria Wageningen, raggiungendo per tre anni consecutivi le finali nazionali. Per migliorare le sue qualità canore si trasferì in Italia a studiare al Conservatorio di Milano, ove fu allievo di José Oxilia.
Nel capoluogo lombardo conobbe i fratelli Pirelli, che lo fecero entrare nella squadra di calcio del Milan. Fu primo giocatore del Milan proveniente dai Paesi Bassi.
Tuttavia la lirica era oramai il suo primo interesse, e Knoote la antepose nettamente allo sport, tanto da rifiutarsi di gareggiare in ogni giornata di pioggia, onde non contrarre malattie che potessero danneggiargli le corde vocali. Fece due apparizioni nel 1906, al termine del quale il Milan vinse il suo secondo campionato, ma non prolungò oltre la propria attività agonistica ufficiale. Nel 1908 fu tra i 44 soci fondatori dell'Inter.
Nel 1911 sposò il mezzosoprano canadese Éva Gauthier che lo seguì a Giava ove Knoote gestiva alcune piantagioni. Knoote divorziò dalla Gauthier nel 1917, dopo che questa l'aveva lasciato per tornare in America allo scoppio della prima guerra mondiale.
Coltivando con discreto successo le sue capacità canore, si esibì in più occasioni presso il Metropolitan Opera House di New York.

## Palmarès

### Calciatore

#### Club

##### Competizioni nazionali
- Campionato italiano: 1

Milan: 1906
- Seconda Categoria: 1

Milan: 1906